# (33784) 1999 RE187
1999 RE187 (asteroide 33784) é um asteroide da cintura principal. Possui uma excentricidade de 0.16542430 e uma inclinação de 11.27135º.
Este asteroide foi descoberto no dia 9 de setembro de 1999 por LINEAR em Socorro.